# Glaucina
Glaucina es un alcaloide aislado de diferentes especies de plantas tales como Glaucium flavum, Glaucium oxylobum, Croton lechleri y Corydalis yanhusuo.
Tiene propiedades broncodilatadoras y antiinflamatorias, ya que actúa como un inhibidor de la fosfodiesterasa y bloqueando de los canales de calcio. Para aprovechar estas propiedades se utiliza a veces, principalmente en la forma de hidrocloruro de glaucina, como un supresor de la tos. Puede tener efectos secundarios como sedación, astenia y provocar alucinaciones visuales sobre todo de color. Por esta característica se utiliza a veces como sustancia alucinógena.
| Glaucina (2 estereoisómeros) | Glaucina (2 estereoisómeros) |
| ---------------------------- | ---------------------------- |
| (S)-configuración            | (R)-configuración            |